# Lasinja
Lasinja je vesnice a sídlo stejnojmenné opčiny v Chorvatsku v Karlovacké župě. Nachází se asi 30 km severovýchodně od Karlovace. V roce 2001 žilo v Lasinji 579 obyvatel, v celé opčině pak 1 938 obyvatel.
Lasinja leží u řeky Kupy. Svojí polohou je Lasinja nejvýchodnější opčinou Karlovacké župy, sousedící s dvěma sousedními župami: Záhřebskou a Sisacko-moslavinskou.
V opčině se nachází celkem 8 vesnic, z nichž největší je středisko opčiny, Lasinja.
- Banski Kovačevac – 274 obyvatel
- Crna Draga – 180 obyvatel
- Desni Štefanki – 357 obyvatel
- Desno Sredičko – 228 obyvatel
- Lasinja – 579 obyvatel
- Novo Selo Lasinjsko – 93 obyvatel
- Prkos Lasinjski – 38 obyvatel
- Sjeničak Lasinjski – 189 obyvatel